# Dee (Wales)
De Dee (Engels: River Dee; Welsh: Afon Dyfrdwy) is een 110 km lange rivier in het Verenigd Koninkrijk. Een deel ervan vormt de grens tussen Engeland en Wales.
De rivier ontspringt in Snowdonia, stroomt dan naar het oosten via Chester, en mondt uit via een uitgebreide delta in de baai van Liverpool. Belangrijke zijrivieren zijn de Tryweryn, Alwen, Clywedog, Alyn, Ceiriog en Wych Brook.